# Säll är den man, som fruktar Gud
Säll är den man, som fruktar Gud är två psalmer. Woll dem der in Gottes Furcht steh't har fem verser av Johan Huss. Texten bearbetades av Martin Luther och översattes av Olaus Petri eller Laurentius Petri Nericius. Frans Michael Franzén bearbetade texten. Psalmen utgår från Psaltaren 128.
Psalmen av Jan Hus (1695 nr 98) inleds med orden:
Sell är then man som fruchtar Gudh
Och gierna wandrar i hans budh
Psalm nr 89 är å andra sidan författad av Cornelius Becker och inleds på svenska med orden Psaltaren 112:
Sell är then man som frucktar Gudh
Och stoor lust hafwer til hans budh
Beckers psalm har originaltiteln Der ist füwahr ein seelig Mann. 
|  |
|  |

## Publicerad i
- 1572 års psalmbok med titeln SÄll är then man som fruchtar Gudh under rubriken "Någhra Davidz Psalmer".[2]

- 1695 års psalmbok, som nr 89 under rubriken "Konung Davids Psalmer". (Beckers version)
- Göteborgspsalmboken under rubriken "Om itt Christeligit Lefwerne" (Hus' version).[3]
- 1695 års psalmbok, som nr 98 under rubriken "Konung Davids Psalmer". (Hus' version)
- 1819 års psalmbok, som nr 339 under rubriken "Med avseende på särskilda personer, tider och omständigheter: Makar, föräldrar, barn: För äkta makar".

## Fotnoter
1. ↑  Högmarck, Lars Psalmopoeographia, Stockholm, 1736.
2. ↑   Then Swenska Psalmeboken förbätrat och medh flere Songer förmerat och Kalendarium. Stockholm: Amund Laurentzson. 1572. sid. L. Libris 13554587
3. ↑  Lyster, Jens; Margareta Brogren (2002). Een wanligh psalmbook. Göteborgspsalmboken 1650. Göteborg: Göteborgs stiftshistoriska sällskap, Tre Böcker Förlag AB. sid. 79-80. Libris 8420225. ISBN 9170294771